# Colonia Diez de Mayo
Colonia Diez de Mayo är en ort i Mexiko.   Den ligger i kommunen Meoqui och delstaten Chihuahua, i den nordvästra delen av landet, 1 200 km nordväst om huvudstaden Mexico City. Colonia Diez de Mayo ligger 1 181 meter över havet och antalet invånare är 183.
Terrängen runt Colonia Diez de Mayo är platt. Runt Colonia Diez de Mayo är det ganska tätbefolkat, med 96 invånare per kvadratkilometer. Närmaste större samhälle är Jiménez, 18,4 km sydost om Colonia Diez de Mayo. Trakten runt Colonia Diez de Mayo består till största delen av jordbruksmark.